# Cryptocephalus sexpustulatus
Cryptocephalus sexpustulatus là một loài bọ cánh cứng trong họ Chrysomelidae. Loài này được Villers miêu tả khoa học năm 1789.

## Hình ảnh

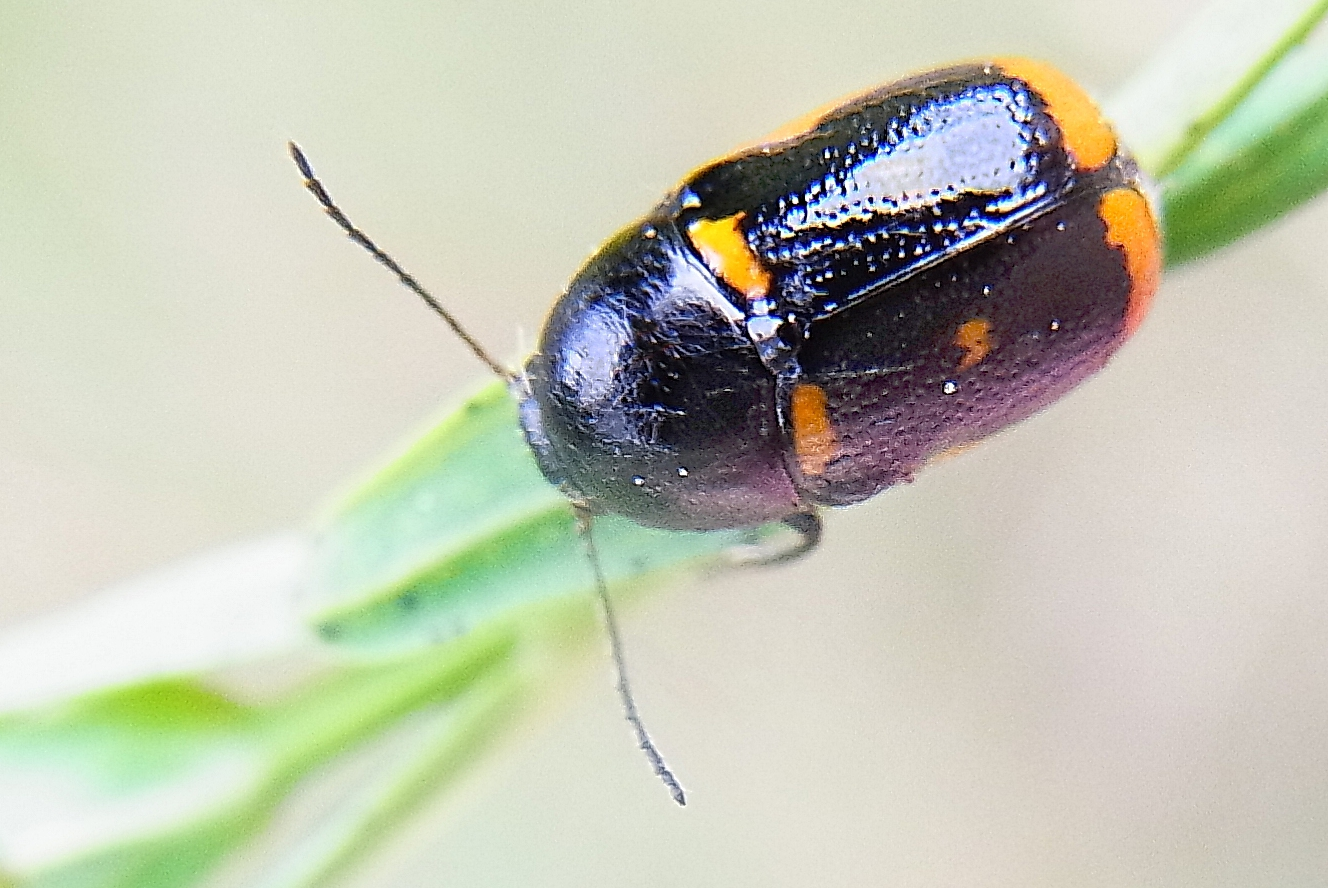